# Орзу (Горж)
Орзу (рум. Orzu) насеље је у Румунији у округу Горж у општини Негомир. Oпштина се налази на надморској висини од 189 m.

## Становништво
Према подацима из 2002. године у насељу је живело 216 становника, од којих су сви румунске националности.